# Böllen
Böllen là một xã ở tây nam bang Baden-Württemberg. Đô thị này thuộc huyện Lörrach. Đô thị này nằm ở chân núi Belchen, là núi cao nhất ở rừng Đen.